# 小掌唇兰
小掌唇兰（学名：Staurochilus loratus）为兰科掌唇兰属下的一个种。

## 扩展阅读
- 維基物種上的相關：小掌唇兰